# 도시락쇼
《이세준, 최재훈의 도시락쇼》는 이세준, 최재훈의 진행으로 SBS 러브FM에서 방송되고 있는 프로그램이다.
2013년 4월 20일 SBS 라디오 봄 개편으로 신설되어 매주 주말 낮 12시 10분 ~ 2시까지 방송되었으나 2014년 SBS 라디오 가을 개편으로 저녁 8시 30분 ~ 10시로 변경되었으나, 2015년 4월 26일 SBS 라디오 봄 개편으로 인해 2년 만에 종영되었다.

## 데일리 코너
- 사연과 신청곡
- 도시락쏴~!

## 요일 코너
- 토요일 : 세곡 듣Go! 퀴즈Go!
- 일요일 : DJ 선곡대결, 날 찍어!